# Louteridium donnell-smithii
Louteridium donnell-smithii là một loài thực vật có hoa trong họ Ô rô. Loài này được S. Watson mô tả khoa học đầu tiên năm 1888.